# 江秉之
江秉之（381年—440年），字玄叔，濟陽考城人。祖父為東晉太常江逌，父親是給事中江纂。東晉末及南朝宋官員，以地方治績優良而聞名。

## 生平
江秉之年少喪父，他就承擔起照顧七名年幼弟妹的責任，為他們的成長及婚嫁盡心盡力。秉之初入仕為丹陽尹劉穆之的前軍府參軍，後任劉裕的徐州主簿，又轉世子中軍參軍。永初元年（422年），劉裕篡晉，秉之依慣例任員外散騎侍郎，補太子詹事丞。永初三年（424年）宋少帝即位改任尚書都官郎，後外任永世縣令及烏程縣令，在三吳當地以良好的治績而聞名。入為建康縣令後亦以嚴厲苛察的治理方式整頓好這個京師重地。秉之接著獲殷景仁請為領軍司馬，後又再到三吳任山陰縣令，由於山陰縣人口多，事務繁重，要處理的訴訟糾紛往往多得辦公府庭常常有數百人聚集待決，江秉之卻以簡便之法去應對，減省了很多工作量。有宋一朝就唯有他和顧覬之能這樣。因為他在地方治理有方，故先後調為新安太守及臨海太守，都以簡約政風而聞名。元嘉十七年（440年）去世，享年六十。
江秉之歷年為官的俸祿都分給了親戚故友，妻兒生活卻很貧困，有人曾勸他經營田產，但秉之卻板起面說：「食祿之家，豈可與農人競利。」拒絕與民爭利。

## 家庭

### 子
- 江徽，吳令，太子劉劭奪位時江徽因是其政敵徐湛之黨羽而被其殺害。

### 孫
- 江謐，江徽子。南齊官至吏部尚書，但因不獲升遷而有怨恨，被齊武帝賜死。
- 江蒙，江謐弟，因貌醜而常遭宋明帝侮辱不禮[1]。

## 延伸阅读
[在维基数据编辑]
 《宋書/卷92》，出自沈约《宋书》
 《南史·卷36》，出自李延壽《南史》